# 1239 Кетлета
1239 Кетлета (1239 Queteleta) — астероїд головного поясу, відкритий 4 лютого 1932 року.
Тіссеранів параметр щодо Юпітера — 3,346.
Названо на честь французького та бельгійського математика та астронома Адольфа Кетле (1796-1894).